# Касчоареле (Улми)
Касчоареле (рум. Căscioarele) насеље је у Румунији у округу Ђурђу у општини Улми. Oпштина се налази на надморској висини од 117 m.

## Становништво
Према подацима из 2002. године у насељу је живело 258 становника, од којих су сви румунске националности.